# Arne Hagen
Arne Hagen was een Noors syndicalist.

## Levensloop
In 1951 werd hij aangesteld als algemeen secretaris van de Internationale Federatie der Bouw- en Houtbewerkers (IFBH) in opvolging van de Nederlander Jan Leliveld. Deze functie oefende hij uit tot december 1966. Hij werd in deze hoedanigheid opgevolgd door de Zweed John Löfblad.